# Chronologie des faits économiques et sociaux dans les années 1500
Chronologie de l'économie
Années 1490 - Années 1500 - Années 1510

## Événements
- 1500-1560 : étés chauds en Europe occidentale[1].

- Vers 1500 :
  - Anvers devient la ville la plus dynamique du monde, « le pôle de l'économie monde » (Braudel) jusque vers 1550-1560, remplaçant Venise[2].
  - le rendement des céréales atteint le seuil de 6,3 quintaux par hectare en Europe occidentale[3].
  - 7 à 8 tonnes d’équivalent argent sont envoyées par an d’Amérique vers l’Espagne[4].
- Vers 1500 – vers 1530-1535 : phase de baisse des prix en France[5].
- 1500-1510 : augmentation des ressources de la monarchie anglaise provenant des droits de douane. Elles atteignent 41 000 £ par an en moyenne[6].

- 1501 : la Mesta des bergers, association des propriétaires de troupeaux transhumant est officialisée par décret en Espagne[7] (3 millions d’ovins en 1477 pour un million en 1400)[8].
- 1502 :
  - quarante-six firmes florentines sont présentes à Lyon[9], qui importe des soies et soieries d’Italie, des métaux et des toiles d’Allemagne, des draps d’Angleterre ; exporte le textile et la quincaillerie française ; travaille le livre et la soie.
  - le salaire réel des ouvriers parisiens a perdu la moitié de sa valeur depuis 1468[10].
- 1502-1509 : série de mauvaises récoltes en Espagne (1502-1504). Pluies torrentielles en 1505, sécheresse en Castille et Andalousie en 1506. Famine et épidémies, dont la peste généralisée de 1507-1508. Invasion de sauterelles en Andalousie (1508 et 1509)[11].
- 1503 : mauvaises récoltes au Portugal. Menaces de famine[12].
- 1503-1504 : années exceptionnellement chaudes en France et en Allemagne du Sud[13].
- Après 1503 : le poivre se vend cinq fois moins cher à Lisbonne qu’à Venise[14].
- 1507 : 1 500 000 livres de taille sont levées par an en France[15].

- Interruption des échanges commerciaux entre la Chine et la Mongolie[16].
- La découverte par les Portugais de la route des Indes par le sud de l’Afrique affecte le commerce égyptien. La perte des marchés asiatiques précipite la décadence économique et, par contrecoup, politique de l’Égypte.
- Les Arabes contrôlent le commerce des esclaves à Madagascar jusqu’au XVIIIe siècle[17].

- Au début du XVIe siècle, la flotte turque en Méditerranée occidentale peut engager plus de 200 galères (150 pour Venise). La France dispose d’une trentaine de galères en Méditerranée (flotte du Levant à Toulon)[18].

## Démographie
- La population de la Terre s'élève à quelque 461 millions d'individus au début du siècle[19] ; 247 millions en Asie, 82 en Europe, 87 en Afrique, 42 en Amérique, 3 en Océanie[20].

- 3 millions d’habitants dans les Pays-Bas. Ils vivent dans 6 000 villages et 300 villes (Anvers, Gand, Bruxelles, Bruges et Lille dépassent 50 000 habitants). La population des cités de Hollande a doublé depuis un siècle. La région possède la population la plus dense (66 hab/km2) et la plus urbanisée d’Europe (54 % de la population totale vit dans les villes).
- La France est le pays le plus peuplé d’Europe avec 16 millions d’habitants (18 à la fin du siècle). Les villes françaises réunissent 10 % de la population.
- La péninsule ibérique compte environ 10 millions d’habitants. La population reste stable au cours du siècle (émigration, carrières militaires et ecclésiastique).
- Le Portugal compte 1 125 000 d’habitants pendant le XVIe siècle. 10 % des 100 000 habitants de Lisbonne sont des esclaves (Noirs, Canariens ou Maures).
- Le Saint Empire compte 12 millions d’habitants (15 à la fin du siècle).
- Les Îles Britanniques comptent de 6 à 8 millions d’habitants. L’Angleterre voit sa population augmenter de 2,3 à 5,5 millions d’habitants au cours du siècle.
- 17 millions d’habitants environ en Italie. La population décroît au cours du siècle (guerres ?).
- La Pologne compte 3,5 millions d’habitants.
- La Moscovie, en cours d’unification, réunit une population qui passe de 9 à 16 millions entre le début et la fin du XVIe siècle.
- La population de l'empire ottoman est estimée par Nicoara Beldiceanu à environ 7 250 000 aux alentours de 1500[21]. Sur les 1 111 799 feux (foyers fiscaux) de Roumélie, 862 707 sont non musulmans et sur les 420 000 feux d'Asie Mineure, 31 725 sont non musulmans.